# Shannonomyia seclusa
Shannonomyia seclusa är en tvåvingeart som först beskrevs av Alexander 1928.  Shannonomyia seclusa ingår i släktet Shannonomyia och familjen småharkrankar. Inga underarter finns listade i Catalogue of Life.